# Friendship (Contea di Fond du Lac, Wisconsin)
Friendship è un comune degli Stati Uniti, situato in Wisconsin, nella Contea di Fond du Lac.